# Adia edicions
AdiA Edicions és una editorial mallorquina especialitzada en poesia fincada a Calonge. Va néixer el setembre de 2013 amb la coordinació de Pau Vadell Vallbona i l'ajuda de molts altres companys. Miquel Bauçà, Guillem d'Efak, Francesc Garriga, Lucia Pietrelli, Misael Alerm i Antoni Clapés són alguns dels autors presents en aquesta editorial «de proximitat, viral, maleïda i, a més a més, transdisciplinària». El 2017 va presentar, conjuntament amb Cafè Central, Ferida Oberta, una col·lecció d'assaig poètic.